# János pap országa

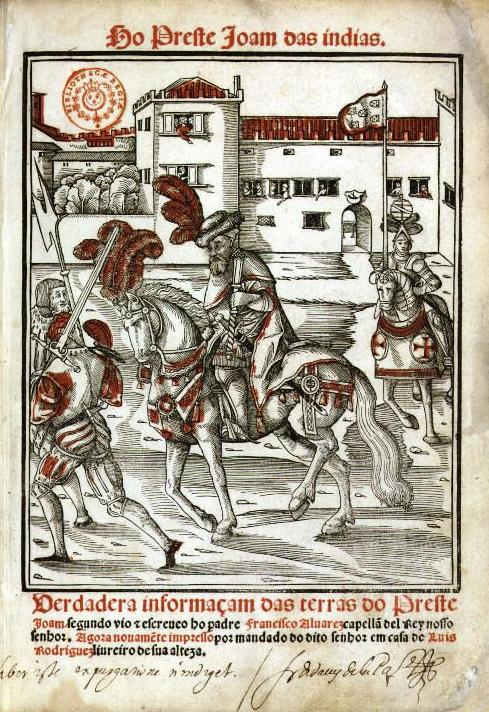
János pap, rajz 1540-ből

János pap országa egy legendás, sosem volt földrajzi hely; a középkori hitvilágban áttételesen a földi Paradicsom egyik kifejeződése, realisztikusan egy távoli, erős, keresztény hitű ország a pogányok uralta földeken túl, illetve azok gyűrűjében.

## A legenda kialakulása
Noha az eredete homályos, János pap legendája minden bizonnyal a Kelet felé utazó vándorok beszámolói alapján alakult ki. Valószínűleg Tamás apostol indiai hittérítő munkája és a "Tamás cselekedetei" néven ismert harmadik századi írás voltak rá nagy hatással. Utóbbi műben úgy festették le Indiát, mint az egzotikus csodák földjét, és mivel Tamás apostol térítő munkájáról is szó esett benne, az abban szereplő motívumok lassan János pap legendájává változtak.
Hasonló, az asszír keleti egyházból származó hírek is erősítették a legendát. A nesztoriánus irányzat néven is ismert, perzsa központú katolikus egyháznak számos követője volt, amely a nyugatra eljutó hírek alapján egzotikus, ugyanakkor keresztényi volt. Csak erősítette a legendákat az egyház sikeres térítő munkája a mongol és a török népek között. René Grousset történész megemlíti, hogy a legenda alapjául talán a kereitek szolgálhattak, akiknek jelentős része 1000 körül áttért a nesztoriánus kereszténységre. Még a 12. században is előfordult, hogy a kereitek vezérei keresztény neveket adtak gyermekeiknek, amely tovább táplálta a legendát.
Hasonló kiindulási pontja lehet a mítosznak egy rejtélyes figura az egyház korai éveiből, a szíriai Presbiter János, akinek létezéséről először Kaiszareiai Euszebiosz számolt be.
A mítosz kialakulásának alapja valószínűleg az az 1141-ben Európába szivárgott hír, hogy egy bizonyos „Yeliutase” nevű kínai vezér véres győzelmet aratott a perzsa csapatok fölött. A hír a nevek többszöri torzulása után 1144-ben már úgy jutott el Freisingi Ottóhoz, hogy egy bizonyos Johannes nevű nesztoriánus király és pap győzte le a perzsákat. A történetet annak továbbadói alaposan kiszínezték.
Az országot az után kezdték valós földrajzi helynek tekinteni, hogy több európai uralkodó, egyebek közt:
- I. Manuél bizánci császár,
- Barbarossa Frigyes és
- III. Sándor pápa

levelet kapott egy állítólagos „János” ázsiai papfejedelemtől. A hamisítvány szerzője máig ismeretlen, de igen művelt ember lehetett, mert kidolgozott, hihető ötvözetét adta a mesés földrajzoknak, a közkedvelt fiktív útleírásoknak és főképp India — Nagy Sándor hagyományaként „fennmaradt” — mesés leírásának.
A levél János pap csodás birodalmáról, amelynek lakói között vannak egyszarvú és egyszemű emberek, vannak faunok, kentaurok, szatírok, pigmeusok, óriások, vademberek, emberevők, amazonok, brahmanok. A folyókban drágakövek folynak víz helyett, és gyógyító, fiatalító források szelik át a birodalmat, amely nem más, mint India a maga hetvenkét tartományával. János pap palotája aranyból és drágakövekből épült, ágya zafírból van. Asztalánál naponta 30 000 ember lakik jól; az országban nincs szegénység, éhség és bűn. 
A mítosz további terjedését jelentősen könnyítette, hogy valaki (németül) versbe szedte annak lényegét.

## A „János pap mítosz”
János pap figurája idővel mind többet foglalt magába a meseparadicsomokról kialakult és hitt, illetve vágyott képzetekből. A történetet továbbköltők a világtörténelem számos azonos vagy hasonló nevű szereplőjének mesés vagy azzá fokozható tulajdonságait egyesítették alakjában; neve valóságos méltóságnévvé vált, az elvesztett, ám sóvárgott aranykor szimbólumává. Ezt az ábrándozást elősegítette, hogy a keresztes háborúkban és utánuk mind több teret vesztő Európa békére és jólétre vágyott. Ezért aztán a Szentföld felszabadítását is János paptól, illetve utódaitól várták: a középkor nagy enciklopédiáiban ő maga történeti személyként, országa földrajzi valóságként szerepel.

## Fordítás
- Ez a szócikk részben vagy egészben  a   Prester John című angol Wikipédia-szócikk ezen változatának fordításán alapul.  Az eredeti cikk szerkesztőit annak laptörténete sorolja fel. Ez a jelzés csupán a megfogalmazás eredetét és a szerzői jogokat jelzi, nem szolgál a cikkben szereplő információk forrásmegjelöléseként.